# Каспер Щепковський
Каспер Щепковський (іноді Гаспар Щепковський, пол. Kasper Szczepkowski; 1 січня 1823, с. Томашівці, нині Калуського району — 7 січня 1899, Краків) — польський чернець-єзуїт, педагог, освітній діяч.

## Життєпис
Народжений 1 січня 1823 року в селі Томашівці (нині Калуського району Івано-Франківської области, Україна). Батько Алоїзій — власник маєтку в родинному селі.
Навчався в Бучацькій василіянській гімназії (зокрема, 1836 року закінчив другий клас граматики). Також вивчав теологію в місті Лаваль (нині Франція).
Був учителем і вихователем:
- у гімназіях у Львові (1843—1844), Інсбруку (1844—1846), Тернополі (ордену єзуїтів, 1846—1847), Новому Сончі (1847—1848)
- духівником у Львові (1874—1877), Станиславові (1897—1898), Кракові (1898—1899)
- новиків-василіян у Добромильському монастирі під час реформи Чину. Пізніше — провінціял ордену єзуїтів.